# Werner Weber (Physiker)
Werner Weber (* 16. August 1945 in Urach; † 3. Juli 2014 in Dortmund) war ein deutscher Physiker und  Professor für theoretische Physik an der Technischen Universität Dortmund.

## Leben
Weber wurde 1945 in Bad Urach, Baden-Württemberg, geboren. Nach dem Studium und der Promotion an der TU München arbeitete er als Wissenschaftler an den Bell Laboratories und dem Max-Planck-Institut für Festkörperforschung in Stuttgart. Die Habilitation erfolgte 1983 an der Universität Karlsruhe. Nach einem weiteren Aufenthalt an den Bell Laboratories folgte er einem Ruf an die Technische Universität Dortmund. Hier war er unter anderem zeitweise Dekan und übergangsweise auch Leiter der Synchrotonstrahlungsquelle DELTA. Zudem war er in verschiedenen Gremien zum Beispiel in der DFG oder dem DAAD tätig. 2010 wurde Weber emeritiert.
Webers Forschungsgebiet war die theoretische Festkörperphysik mit Fokus auf Supraleitung. Weber leistete zahlreiche wichtige Beiträge auf diesem Gebiet.
1989 wurde er Fellow der American Physical Society.

## Buchveröffentlichung zum Klimawandel
In dem Buch Die kalte Sonne. Warum die Klimakatastrophe nicht stattfindet. von Fritz Vahrenholt und Sebastian Lüning, dessen Thesen von Klimawissenschaftlern abgelehnt werden, schrieb er einen Gastbeitrag. Er hatte zu dem Thema auch nach seiner Emeritierung publiziert, unter anderem in der Fachzeitschrift Solar Physics.